# Raionul Pișceanka, Vinnița
Pișceanka (în ucraineană Піщанський район, transliterat: Pișceanskîi raion) este un raion în regiunea Vinnița, Ucraina. Reședința sa este așezarea de tip urban Pișceanka.

## Demografie
Componența lingvistică a raionului Pișceanka
     Ucraineană (97,62%)
     Rusă (1,6%)
     Alte limbi (0,67%)
Conform recensământului din 2001, majoritatea populației raionului Pișceanka era vorbitoare de ucraineană (97,62%), existând în minoritate și vorbitori de rusă (1,6%).